# Franz Stocher
Franz Stocher   (Viena, 23 de març de 1969) és un ciclista austríac, ja retirat, que s'especialitzà en el ciclisme en pista. En el seu palmarès destaquen sis medalles als Campionat del Món destacant un Campionat del món en Puntuació. Durant la seva carrera esportiva va prendre part en cinc edicions dels Jocs Olímpics d'Estiu, el 1988, 1992, 1996, 2000 i 2004, sent la millor posició la sisena en la cursa de puntuació en l'edició del 2000. El 2001 i 2003 fou escollit ciclista austríac de l'any.

## Palmarès en pista
- 2001
  -  Campió d'Àustria en Madison (amb Roland Garber)
- 2002
  -  Campió d'Àustria en Madison (amb Roland Garber)
- 2003
  -  Campió del món en Puntuació
  -  Campió d'Àustria en Puntuació
  -  Campió d'Àustria en Madison (amb Roland Garber)

### Resultats a laCopa del Món
- 2002
  - 1r a Moscou, en Madison

## Palmarès en ruta
- 1994
  - 1r a la Viena-Rabenstein-Gresten-Viena
- 2002
  - 1r al GP von Grafenbach